# Can Guinard
|  | Per a altres significats, vegeu «Can Guinard (Tiana)». |

Can Guinart és una masia al barri del Far, al costat de la parròquia de Sant Andreu del Far als afores de Dosrius (Maresme). La masia conserva dues finestres gòtiques d'arc conopial i presenta un portal de mig punt, adovellat. Actualment és un restaurant. Aquesta masia, del segle XV i d'estil gòtic, fou restaurada fa uns anys per a condicionar-la com a restaurant; malgrat tot encara conserva el seu estil originari.
En aquesta casa s'hi guarden documents del segle XII (1131).

## Arquitectura
Masia gran amb un afegit de galeria porxada al seu costat. La casa consta de planta baixa i pis.
A la planta baixa hi ha un portal rodó amb dovelles grans i finestres amb llindes rectes de pedra.
Al pis hi trobem, sobre mateix del portal rodó, la finestra principal de pedra, amb arc conopial i motllures esculpides. A cada costat té una finestra: la de l'esquerra és amb llinda recta, però la de la dreta és amb arc apuntat.
Totes les obertures són de pedra, com també els angles. La coberta és a dues aigües i té una petita cornisa. Darrere la casa hi ha un cos afegit.